# Buonvicino
Buonvicino ist eine italienische Gemeinde in der Provinz Cosenza in der Region Kalabrien mit 1992 Einwohnern (Stand 31. Dezember 2023).
Buonvicino liegt 88 km nordwestlich von Cosenza.
Die Nachbargemeinden sind Belvedere Marittimo, Diamante, Grisolia, Maierà, Mottafollone, San Sosti und Sant’Agata di Esaro.